# Śnięty Mikołaj
Śnięty Mikołaj – amerykańska komedia familijna z 1994 r. w której główną rolę gra, debiutujący na dużym ekranie, Tim Allen.

## Fabuła
Wiecznie zajęty i zapracowany Scott Calvin ma spędzić Boże Narodzenie ze swoim 6-letnim synem, Charliem. Bezskutecznie próbuje znaleźć wspólny język z synem, który uważa go za nudziarza. Na dodatek chłopiec jest przygnębiony, bo była żona Scotta, Laura i jej nowy mąż, psychiatra Neal, właśnie poinformowali go, że Święty Mikołaj nie istnieje. W wigilijną noc Charlie słyszy hałas dobiegający z dachu. Kiedy Scott wychodzi sprawdzić co to takiego, dostrzega kogoś na dachu. Zdenerwowany zaczyna na niego wrzeszczeć, przez co traci on równowagę i spada. Okazuje się, że to Święty Mikołaj, a Scott przypadkowo go zabił.
Scott wyciąga wizytówkę, na której pisze by w razie wypadku Świętego Mikołaja ktoś założył jego strój i podążał za reniferami, które są na dachu. Ciało Mikołaja zaś znika. W tej sytuacji Scott musi on przejąć jego obowiązki i w towarzystwie syna rozwieźć prezenty. Wkrótce obaj docierają na Biegun Północny, gdzie znajduje się warsztat Świętego Mikołaja prowadzony przez elfy o wyglądzie dzieci. Główny elf, Bernard oznajmia, że wizytówka była wiążącym kontraktem i Scott od momentu założenia stroju Świętego Mikołaja staje się nim na wieczność. Bernard mówi mu, że ma jedenaście miesięcy na przygotowanie się i przed Świętem Dziękczynienia musi być gotowy.
Scott i Charlie wracają do domu i zasypiają. Następnego dnia Scottowi wydaje się, że mu to wszystko śniło. Charlie dumnie ogłasza przed szkołą, a także Laurą i Nealem, że Scott jest Mikołajem, który każe mu zachować to w sekrecie. W ciągu Scott nagle przybywa na wadze, ma apetyt na słodycze, a także rośnie mu broda mimo prób golenia się i siwieją włosy. Laura i Neal zakładają, że Scott celowo wprowadza Charliego w błąd i za ich wnioskiem sędzia zawiesza na rok Scottowi prawo do odwiedzin. Mimo tego, Scott decyduje odwiedzić Charliego, który pokazuje Scottowi magiczną śnieżną kulę, którą dał mu Bernard rok temu. To przekonuje Scotta do bycia Mikołaja. Kiedy Laura i Neal pozwalają Scottowi na samotną rozmowę z Charliem, pojawia się Bernard i przenosi go i Charliego na biegun północny. Myśląc, że Scott porwał Charliego, Laura i Neal dzwonią na policję.
W czasie Wigilii Bożego Narodzenia Scott wraz z Charliem rozdaje na całym świecie prezenty. Gdy dociera do domu Lary i Neala zostaje aresztowany przez policję. Wobec tego elfy wysyłają brygadę lotniczą, która odbija go z aresztu. Scott przekonuje Laurę i Neala, że faktycznie został Mikołajem i daje im prezenty, których nie dostali w dzieciństwie, przez co stracili wiarę w Mikołaja. Scott prosi Charliego, by spędził święta z matką i ojczymem, mówiąc  że też są jego rodziną. Na oczach sąsiedztwa Scott odlatuje, by kontynuować dostarczanie prezentów. Charlie wzywa Scotta z powrotem ze śnieżną kulą i za zgodą Laury jedzie ze Scottem, by dokończyć dostarczanie prezentów.

## Obsada
- Tim Allen jako Scott Calvin
- Eric Lloyd jako Charlie Calvin
- Wendy Crewson jako Laura Miller
- Judge Reinhold jako dr Neal Miller
- David Krumholtz jako elf Bernard
- Peter Boyle jako pan Whittle
- Judith Scott jako Susan Perry
- Larry Brandenburg jako detektyw Nunzio
- Paige Tamada jako elf Judy
- Kenny Vadas jako dowódca lotnej brygady elfów
- Tabitha Lupien jako dziewczynka chcąca baletki
- Steve Vinovich jako dr Pete Novos
- Jayne Eastwood jako kelnerka Judy
- Joyce Guy jako dyrektorka Compton
- Mary Gross jako panna Daniels
- Chris Benson jako strażak O’Hara
- Steve Lucescu jako święty Mikołaj[1]
- Kerrigan Mahan i Frank Welker jako renifery (głosy)

## Wersja polska
Opracowanie: Studio Sonica

Reżyseria: Ewa Złotowska

Dialogi: Maria Etienne

Dźwięk: Jerzy Januszewski

Montaż: Jacek Osławski

Kierownik produkcji: Marzena Wiśniewska

Wystąpili:
- Krzysztof Kołbasiuk – Scott Calvin
- Jacek Wolszczak – Charlie Calvin
- Karina Szafrańska – Laura Miller
- January Brunov – dr Neal Miller
- Józef Mika – elf Bernard
- Mikołaj Müller – pan Whittle
- Anna Apostolakis – Susan Perry
- Tomasz Grochoczyński – detektyw Nunzio
- Norbert Jonak – dowódca lotnej brygady elfów
- Sara Müldner – dziewczynka chcąca baletki
- Jerzy Molga –
  - dr Pete Novos,
  - policjant
- Jolanta Wołłejko – kelnerka Judy
- Krystyna Kozanecka –
  - panna Daniels,
  - spikerka reklamy telewizyjnej
- Marek Frąckowiak –
  - strażak O’Hara,
  - Larry B,
  - oficer dyżurny,
  - policjant
- Cezary Morawski –
  - współpracownik Scotta,
  - poprzedni święty Mikołaj,
  - właściciel domu
- Cezary Kwieciński –
  - kukiełka,
  - kurier,
  - policjant
- Jerzy Słonka – lektor zapowiadający Cud na 34. ulicy
- Andrzej Precigs
- Andrzej Piszczatowski
- Andrzej Tomecki
- Roman Szafrański

i inni
Lektor: Maciej Gudowski

## Ścieżka dźwiękowa
Ścieżka dźwiękowa ukazała w dniu premiery filmu w USA, znalazło się na niej osiemnaście utworów.
1. Let's Go
2. Believing Is Seeing
3. Sash Completes the Ensemble
4. Flight
5. Weightless
6. Away to the Window
7. Bells of Christmas
8. Listen
9. Goodnight, Goodnight... Don't Forget the Fire Extinguisher
10. Visitation – The Drifters
11. Rose Suchak Ladder
12. List – Loreena McKennitt
13. Elves with Attitude
14. Someone in Wrapping
15. Near Capture
16. Comfort and Joy
17. Not Over Any Oceans
18. Christmas Will Return

## Odbiór filmu
Film został ogólnie dobrze przyjęty i oceniony przez krytyków, którzy wystawili mu średnią ocenę 6.1 / 10. W Stanach Zjednoczonych zarobił ponad 144 miliony dolarów, a na świecie ponad 189 milionów. Popularność pierwszej części sprawiła, że powstały jeszcze dwie jej kontynuacje.

## Ciekawostki
- Rola Scotta Calvina w zamyśle została napisana dla Billa Murraya.
- Wśród osób znajdujących się na pierwszej stronie listy Świętego Mikołaja jest Andrea Agassi i Armand Assante.
- Kiedy Scott i Charlie opuszczają saniami biegun północny i mijają księżyc, widać na nim logo Myszki Miki[4].
- W filmie ujawniono, że ulubioną przekąską Świętego Mikołaja są herbatniki a ulubionym napojem gorąca czekolada. W wersji DVD dodano przepisy na ich przygotowanie, oraz krótkie filmy przedstawiające sposób ich przyrządzenia.
- Zoo, w którym Scott rozmawia z Charliem znajduje się w Toronto, w Kanadzie.
- Kiedy zaskoczony przez Scotta Święty Mikołaj, ślizga się na dachu, można zauważyć, że „śnieg” pod jego butami to kawałek tkaniny[5].